# Мелвил (залив)
Мелвил (на английски: Melvile Bay; на датски: Melvile Bugt) е широко отворен на югозапад залив на Бафиново море, край западния бряг на Гренландия. Вдава се в сушата на 90 km, ширината на входа му е 300 km (между нос Йорк на северозапад и остров Холм на югоизток), а дълбочината – до 1000 m. Бреговете му са високи, стръмни, силно разчленени от множество по-малки заливи и фиорди (Дедьодес фиорд, Алисън и др.). Около 1/3 от бреговете му са заети от спускащи се до морето континентални ледници, най-големите от които са Дитрихсон и Стенструп. От тях през лятото се откъсват големи айсберги, които от теченията и ветровете се отнасят далеч на юг. На брега на залива е разположено само едно постоянно селище – Сависивик. Предполага се, че заливът Мелвил е открит през 983 г. от норвежкия викинг Ерик Торвалдсон. През 1616 г. той е вторично открит и описан от английската експедиция на Робърт Байлот и Уилям Бафин.

## В литературата
Датският полярен изследовател Петер Фрейхен написва повест за полярните ескимоси от северо-западна Гренландия, наречена „Китоловци в залива Мелвил“. Книгата е издадена на български език през 1964 г. в превод от датски, извършен от Светослав Колев. 